# Laetesia forsteri
Laetesia forsteri är en spindelart som beskrevs av Jörg Wunderlich 1976. Laetesia forsteri ingår i släktet Laetesia och familjen täckvävarspindlar.
Artens utbredningsområde är New South Wales. Inga underarter finns listade i Catalogue of Life.